# 朱斯蒂娜·迪富尔-拉普安特
朱斯蒂娜·迪富尔-拉普安特（法語：Justine Dufour-Lapointe，1994年3月25日—），加拿大女子自由式滑雪运动员。她曾代表加拿大参加2014年、2018年和2022年冬季奥林匹克运动会自由式滑雪比赛，获得一枚金牌和一枚银牌。